# Clostridia
De Clostridia zijn een klasse van de bacteriestam Firmicutes. Tot de klasse worden Clostridiales de Halanaerobiales en  de Thermoanaerobacteriales gerekend. De stam Clostridia moet niet verward worden met het geslacht Clostridium. Clostridia onderscheiden zich van de Bacilli doordat ze anaeroob zijn. 
De taxonomie van bacteriën is onderwerp van discussie omdat blijkt dat deze tot niet-monofyletische indelingen leidt. 